# Sob Rock
Sob Rock è l'ottavo album in studio del cantautore americano John Mayer, pubblicato il 16 luglio 2021 dalla Columbia Records. Il singolo New Light, pubblicato nel 2018, è incluso nell'album, così come I Guess I Just Feel Like e una versione riarrangiata in stile eighties pop di Carry Me Away. Il singolo principale Last Train Home è stato pubblicato il 4 giugno 2021 e vede la partecipazione della cantante Maren Morris. a seguito del tour statunitense con i Dead & Company Mayer intraprenderà un tour solista nel 2022 per promuovere l'album.

## Antefatti
Inizialmente il cantante Mayer aveva annunciato che l'album sarebbe stato distribuito a metà aprile 2021, ma l'ha in seguito rinviato al 16 luglio. Lo stesso chitarrista ha registrato buona parte dell'album durante il lockdown per la pandemia di COVID-19, ma le registrazioni erano iniziate nel 2017, vista l'inclusione del singolo New Light. Mayer ha pubblicato il singolo Last Train Home il 4 giugno 2021, dopo aver mostrato alcuni spezzoni della traccia sul suo account TikTok alla fine di marzo 2021. I cinque singoli pubblicati hanno ricevuto video musicali pubblicati su YouTube al momento della loro uscita.

## Promozione
Oltre alla promozione fatta dal chitarrista sui social, la Columbia Records ha promosso una campagna di marketing attorno a un'estetica pubblicitaria in stile anni 80 coerentemente con il mood musicale proposto dall'album. Un paio di mesi prima dell'annuncio dell'album, sono comparsi poster su Sob Rock in varie località delle città di tutto il mondo, tuttavia, per alimentare il mistero, non hanno mai confermato esplicitamente legami con Mayer, finché l'album non è stato annunciato. In supporto ai manifesti, nello stesso periodo è stato aperto il sito sobrock.net sotto il copyright della "John Mayer Enterprises".
Il 1º giugno 2021, Mayer ha fornito la data di uscita e la copertina dell'album finalmente confermato. A seguito di ciò la Columbia ha esposto altri manifesti e poster per promuovere l'album e il singolo Last Train Home. Gli statunitensi che si erano precedentemente iscritti alla newsletter del sito web hanno ricevuto per posta un magazine in stile vintage incentrato sull'album.
Dopo l'uscita di Last Train Home, Mayer ha eseguito la canzone al Jimmy Kimmel Live! il 7 giugno 2021.
Quando l'album è uscito, Mayer ha eseguito le canzoni Should't Matter but It Does e Last Train Home al The Tonight Show con Jimmy Fallon e il giorno dopo ha annunciato le date del Sob Rock Tour americano per il 2022.

## Accoglienza
Sob Rock ha ricevuto recensioni generalmente positive dai critici musicali. Su Metacritic, che assegna un punteggio normalizzato su 100 alle recensioni della critica mainstream, l'album ha un punteggio medio di 69 basato su 8 recensioni, indicando un'accoglienza "generalmente favorevole".

## Tracce
Testi e musiche di John Mayer.
1. Last Train Home – 3:07
2. Shouldn't Matter but It Does – 3:56
3. New Light (John Mayer, Ernest Wilson) – 3:37
4. Why You No Love Me – 4:15
5. Wild Blue – 4:12
6. Shot in the Dark – 4:09
7. I Guess I Just Feel Like – 4:46
8. Til the Right One Comes – 3:41
9. Carry Me Away – 2:39
10. All I Want Is to Be with You – 4:04

## Formazione
Musicisti
- John Mayer – voce, chitarre, tastiere, piano, basso
- Aaron Sterling – batteria, percussioni
- Greg Phillinganes – tastiere, sintetizzatori
- Sean Hurley – basso
- Lenny Castro – percussioni
- Maren Morris – cori, armonie vocali
- Pino Palladino – basso
- Jeff Babko – tastiere
- Larry Goldings – tastiere
- Greg Leisz – pedal steel guitar
- Jamie Muhoberac – tastiere
- Cautious Clay – cori

Produzione
- John Mayer – produttore
- Don Was – produttore
- No I.D. – produttore
- Chad Franscoviak – co-produttore, ingegnere del suono
- Curt Schneider – ingegnere del suono
- Chenao Wang – assistente ingegnere del suono
- Matt Tuggle – assistente ingegnere del suono
- Ryan Lytle – assistente ingegnere del suono
- Mark "Spike" Stent – mixing
- Matt Wolach – assistente mixing
- Michael Freeman – assistente mixing
- Randy Merrill – mastering
- Ryan Del Vecchio – assistente mastering
- Martin Pradler – digital editing

## Curiosità
- Il musicista, appena si preparava a pubblicare l'album con le canzoni scritte durante il primo lockdown del 2020, è arrivato in Italia in primavera del 2021 suonando nella canzone L'ultima notte di Ariete, pseudonimo di Arianna Del Giaccio, cantante di X Factor, con la quale interpreta quasi tutto il ritornello.